# فرودگاه گوآردیامارینا زانارتو
فرودگاه گوآردیامارینا زانارتو (به انگلیسی: Guardiamarina Zañartu Airport) (به زبان بومی: Aeropuerto Guardia Marina Zañartu) یک فرودگاه همگانی و نیروهای دفاعی شیلی با کد یاتا WPU است که یک باند فرود آسفالت دارد و طول باند آن ۱۴۴۰ متر است. این فرودگاه در کشور شیلی قرار دارد.

## شرکت‌های هواپیمایی و مقصدهای پروازی
| شرکت‌های هواپیمایی | مقصدهای پروازی                   |
| ----------------- | -------------------------------- |
| آئروویاس داپ      | پرزیدانت کارلوس ایبانیز دل کامپو |